# Jin (empereur)
Pour les articles homonymes, voir Jin.
Jin (厪) ou Di Jin (帝厪), aussi connu sous le nom de Yin Jia (胤甲) et Xu (頊), fut le treizième souverain de la légendaire dynastie Xia. Il déplaça la capitale de Kaifeng (老丘) à Xihe (西河). Il régna de -1900 à -1879.